# Kazurō Inoue
Kazurō Inoue (井上和郎?) nació el 1.º de mayo de 1970 en la Prefectura de Tochigi, Japón, es un mangaka japonés conocido por ser el creador de la serie manga Midori no Hibi y Ai Kora han sido considerados sus trabajos más representativos en el extranjero, además que este primero logró una adaptación a anime.

## Trabajos destacados
- HEAT WAVE (Shonen)
- Midori no Hibi (Shonen)
- Ai Kora (Love and collage) (Shonen)
- Haru Ranman! (Shonen) (One-shot)
- Aoi DESTRUCTION! (Shonen) (colección de varias historias)
- Undead (Seinen)
- Ane Comi (Seinen)
- Mahō no Iroha!
- Full-Scratch Eiji
- Koshoten Yakou Funsenki
- Otone no Naisho

- Datos: Q2599283